# Pongidae
Cet article court présente un sujet plus développé dans : Hominidae et Ponginae.
Famille
Les pongidés (Pongidae) sont un nom de famille de singes obsolète qui comprenait autrefois les chimpanzés, les gorilles, et les orang-outans.

## Classification
On plaçait autrefois les humains seuls dans leur propre famille, les Hominidae, et les plus grands singes, orang-outans (Pongo), gorilles (Gorilla) et chimpanzés (Pan), dans une famille commune dénommée les Pongidae. Les analyses génétiques modernes ont montré que l'arbre de divergence évolutive ne correspondait pas à ce schéma initial. On a donc réincorporé dans la famille des Hominidae les trois genres de plus grands singes, les Hominidae devenant ainsi le seul groupe frère des Hylobatidae. 
|  |
|  |

Tous les plus grands singes sont aujourd'hui classés dans la famille des Hominidae aux côtés de l'Homme.
Au sein des hominidés, les orang-outans sont placés dans la sous-famille des Ponginae, qui ne comprend que le seul genre subsistant Pongo, mais aussi plusieurs genres fossiles. 